# Parischnogaster jacobsoni
Parischnogaster jacobsoni är en getingart som först beskrevs av François du Buysson 1913.  Parischnogaster jacobsoni ingår i släktet Parischnogaster och familjen getingar. Inga underarter finns listade i Catalogue of Life.